# Aquilegia tuvinica
Aquilegia tuvinica är en ranunkelväxtart som beskrevs av I.M. Vassiljeva. Aquilegia tuvinica ingår i släktet aklejor, och familjen ranunkelväxter. Inga underarter finns listade i Catalogue of Life.